# Morti nel 973
| Questa pagina contiene informazioni ricavate automaticamente dalle voci biografiche con l'ausilio del template Bio e di un bot. L'aggiornamento è periodico e automatico e ricostruisce completamente la pagina. Se manca una persona in questa lista, sei pregato di non aggiungerla, ma accertati piuttosto che la sua voce biografica contenga il template Bio e che i dati anagrafici siano correttamente compilati. Se il template Bio manca, inseriscilo tu stesso o, in alternativa, metti l'avviso {{tmp\|Bio}} che ne segnala la mancanza. Se i dati riportati sono sbagliati, correggi direttamente la voce biografica; le modifiche saranno visibili in questa lista entro pochi giorni. Per chiarimenti vedi il progetto biografie. La lista contiene solo le 12 persone che sono citate nell'enciclopedia e per le quali è stato implementato correttamente il template Bio. Pagina aggiornata al 13 gen 2025. |

- 14 gennaio - Ekkeardo I, monaco cristiano e scrittore svizzero (n. 910)
- 27 marzo - Ermanno di Sassonia, nobile tedesco
- 7 maggio - Ottone I di Sassonia, sovrano tedesco (n. 912)
- 15 maggio - Birtelmo, vescovo e arcivescovo anglosassone
- 4 luglio - Ulrico di Augusta, vescovo e santo tedesco (n. 890)
- 12 novembre - Burcardo III di Svevia, nobile tedesco
- Amalrico di Valenciennes, nobile fiammingo
- Ambrogio I, vescovo italiano
- Guarnieri di Hainaut, nobile fiammingo
- Reginardo III, conte di Hainaut, nobile fiammingo
- Riccardo della Bassa Lorena, conte
- Rinaldo di Hainaut, nobile fiammingo